# Brampton Abbotts
Brampton Abbotts est une paroisse civile et un village du Herefordshire, en Angleterre.